# Hydatostega gratiosus
Hydatostega gratiosus är en tvåvingeart som först beskrevs av Aldrich 1911.  Hydatostega gratiosus ingår i släktet Hydatostega och familjen styltflugor. Inga underarter finns listade i Catalogue of Life.